# 保存食
保存食（ほぞんしょく）とは、比較的長期間（数か月から長いもので数年程度）にわたって貯蔵するため、腐敗を抑制する加工や処理がされた食品をいう。

## 概要
保存食の多くは、気候や風土の関係で冬季や乾季など、長期にわたり食料の確保に困難を抱える地方や、遠洋航海や戦争などの食料の確保や輸送、あるいは貯蔵・調理に大きな制約を受ける状況下で、その代案として工夫されてきた生活の知恵である。また、災害や飢饉の際の非常食としての役目もあり、現代社会においても備蓄用など需要がある。近年では、調理の不要なインスタント食品としての需要も大きい。
これらは長期間食べられる状態で保存する必要性から、腐敗はもちろん、昆虫やカビ，藻など他の動植物に消費され難くするための保管方法も求められた。人間が文明を獲得し発展させる段階で、安定的に食料を得ることの重要性を背景に、保存食もそういった状況の中で発明され利用されてきた。
保存食は、原料や保存方法ともに多岐にわたる。海産物なら昆布、肉や魚なら干物・燻製、塩漬け、酢漬け、農産物なら野菜の漬物や寒干しから、高野豆腐などの大豆加工食品、果物のジャム、たこ焼き、だし巻きたまごまで千差万別である。地域で得られる産品を、より遠隔地に輸送するためにも利用されており、名産品として広い地域で親しまれた食品の中にも、この保存食が見出せる。
保存の手法も様々であるが、容器による密閉，圧縮（缶詰や瓶詰め）をはじめ、いずれも腐敗菌の繁殖を抑え、長期間の保存を可能にする工夫がみられる。通常であれば食品に一定の加工を施すが、蜂蜜やナッツ，木の実類等、そのままで長期の保存性を持つ食品もある。保存食とは、通常、常温で長期保存ができる食品をいうが、広義では冷凍食品等も含める。
食品の多くは、常温で保管すると急速に鮮度が低下して腐敗する。冷凍や冷蔵技術の発達により、近年では多くの生鮮食品が比較的長期間、新鮮な状態のまま貯蔵できるようになった。しかし、一般家庭に冷蔵庫が普及したのは1930年代以降であり、その前は家庭で生鮮食品を長期保存することは困難であった。
多くの食品（特に野菜、果物や魚介類）にはいわゆる旬があり、決まった時期にしか手に入らなかった。季節を問わず野菜や果物類が手に入るようになったのは、最近のことである。このため生鮮食品を加工し、常温での保存性を高める工夫が行われてきた。

## あり方の変化
保存食の歴史を考える場合、その発明から現代に至るまで少なくとも2つの大きな転換点がある。缶詰の発明と、冷蔵（冷凍）技術の発達である。
保存食の初期は、手作業・手作りの時代である。この時代の保存食は、塩蔵、糖蔵、乾燥、燻製、発酵など、天然の素材と自然界における様々な現象を最大限に利用して、長期保存しやすくするような工夫がなされた。こうした保存のための技法により、良い意味でも悪い意味でも元となる食品の性質は大きく変化してしまい、保存加工後の食品を食べるには特殊な調理が必要となる場合も多い。このため保存方法それぞれに特化した調理法や食文化を発生させており、後述の食品保存技術の発達した現在では、これらの伝統的保存食は、本来の保存目的よりも、食文化の一環として存続している。
次は、缶詰の時代である。1804年にフランスで広口ビンに食品を詰める「ビン詰め」が発明され、1810年に金属容器が発明されて「缶詰」が生まれる。これらは軍用食という需要があって開発された技術で、加熱殺菌と密封によって、食品の風味をあまり損なわない長期保存が可能となった。しかもこれらは調理済みであるため、容器を開ければ、そのまま食べることが出来る。当初は軍用食として開発された缶詰であったが、その有用性・利便性が知れ渡り19世紀の中頃より現在に至るまで、一般でも広く量産され続けている。
最後は、冷凍保存の時代である。低温で腐敗菌の繁殖を抑えることにより長期の保存を可能にした。調理済みのもの、半調理済みの素材、生の素材（食品による）、いずれも冷凍により保存が可能である。缶詰よりも更に食品の性質変化は少なくなった。
この変化以降にも、常温での保存性や携帯性を重視し、缶詰の技術を応用し合成樹脂のフィルムに密封したレトルト食品や、乾物（凍結乾燥）の技術を発展させたフリーズドライも保存食の歴史を変える大きな技術革新であった。保存食の多様化や保存期間延長、食味向上が進んでいった。
缶詰以外でも、加熱殺菌と無菌充填の組み合わせで、各種食品が常温でより長期に保存できるようになっており、豆腐の賞味期限は製造後216日まで延びている（2021年時点）。こうした傾向は食品ロス削減にも効果がある。
こういった変化は、人間の社会のありようが変化して行く中で、そこに生活する者の食料を保存・輸送し安定して供給する上で役立っており、一般から宇宙開発など先端の分野（宇宙食）まで、幅広い分野で利用されている。

## 保存方法
複数の方法を併用した食品は重複して記載していない。
- 塩蔵 - 新巻鮭、塩豚、漬物（梅干し、たくあん）
- 糖蔵 - ジャム、コンポート、ドライフルーツ
- 酢漬け - ピクルス、しめさば
- アルコール漬け - 焼酎漬け、粕漬け
  - アルコール製剤
- 香辛料の添加 - わさび漬け
  - 天然抗菌剤
- 食品添加物（保存料の添加）
- コンフィ
- 発酵（発酵食品/醸造） - チーズ、塩辛、ザワークラウト、なれずし（鮒寿司）
- 乾燥（乾物・干物） - 干し椎茸、切り干し大根、干し魚（鰹節、棒鱈など）、煮干し、ジャーキー、乾麺、即席麺、糒
  - 凍結乾燥（フリーズドライ） - 高野豆腐(凍り豆腐)、凍みこんにゃく、氷餅、凍み大根
  - 焼き菓子 - ビスケット（乾パン、堅パン）、煎餅（南部煎餅、かたやき）、フルーツケーキ
  - 乾燥剤
- 燻煙－燻製
- 真空包装
- 脱酸素剤及びガスバリア性の高い包装の利用
- 窒素ガス封入
- 炭酸ガス封入
- 無菌包装（無菌充填） - 無菌包装米飯
- 缶詰
- 瓶詰め
- レトルトパウチ食品（レトルト食品）
- 冷凍（冷凍食品）
- 冷蔵
- 氷室（雪室）
- 土穴（土中保存） - 根菜類、芋類

## 用途例
- 非常食
- レーション（軍用食）
- 宇宙食
- 携行食
- 防衛食容器